# Golfo di Middendorff
Il golfo di Middendorff (in russo Залив Миддендорфа, zaliv Middendorfa?) è un'insenatura profondamente frastagliata nella parte occidentale della penisola del Tajmyr e fa parte del mare di Kara. Si trova nella Federazione russa, nel kraj di Krasnojarsk e tutta la zona è parte della Riserva naturale del Grande Artico, la più grande riserva naturale della Russia.

## Geografia
Il golfo è delimitato sul suo lato nord-orientale della penisola Zarja. Il lato sud-orientale è costituito dalla riva Chariton Laptev (берег Харитона Лаптева). Alla sua imboccatura, ad ovest, ci sono molte isole la maggiore delle quali è l'isola di Rykačev. Nel golfo sbocca il fiume Tolevaja (река Толевая). Il clima è rigido, per nove mesi all'anno le acque sono gelate e anche d'estate non sono mai completamente prive di ghiaccio.

## Storia
Le coste del golfo furono visitate per la prima volta nel 1741 da Chariton Laptev durante la Seconda spedizione in Kamčatka di Vitus Bering.
Nel 1900, la spedizione di Eduard Toll a bordo della Zarja percorse le acque del golfo. Fu Toll a dargli questo nome in onore dell'esploratore e zoologo Alexander Theodor von Middendorff.